# الدوري الإكوادوري لكرة القدم 2010
الدوري الإكوادوري لكرة القدم 2010 (بالإسبانية: Campeonato Ecuatoriano de Fútbol 2010)‏ هو موسم من الدوري الإكوادوري لكرة القدم. أشرف على تنظيمه اتحاد الإكوادور لكرة القدم، وفاز فيه ليجا دي كويتو.